# هشام عبوبو
هشام عبوبو (مواليد 19 مايو 1978 في خنيفرة) هو لاعب كرة قدم مغربي، يلعب كمدافع في نادي إمباكت مونتريال في كندا.

## روابط خارجية
- هشام عبوبو على موقع قاعدة بيانات كرة القدم.إي يو (الإنجليزية)
- هشام عبوبو على موقع Soccerway.com (الإنجليزية)